# Hydrelia enisaria
Hydrelia enisaria là một loài bướm đêm trong họ Geometridae.